# Praga AV
Praga AV (Alfa-vojenská) je třínápravový velitelský automobil se znakem náprav 6×4, vyvinutý a vyráběný podnikem Auto-Praga, Českomoravská Kolben Daněk, akc. spol. pro potřeby Československé armády. Během let 1936–1937 vzniklo 321 nebo 390 vozů ve třech výrobních sériích. 

## Historie
Československá armáda začala během 20. let požadovat automobily s lepšími terénními vlastnostmi než měly tehdy běžně produkované civilní typy. Tatra postupně dodala několik desítek třínápravových vozů Tatra 26 a Tatra 72. V polovině 30. let však již armáda požadovala výkonnější a robustnější vůz. V roce 1935 vyhlásilo Ministerstvo národní obrany soutěž na nový velitelský automobil. Účastnily se jí typy Praga AV, Tatra 82 a Škoda 903, z nichž zvítězil model automobilky Praga. Stejně jako její konkurenti měl třínápravovou koncepci, s pohonem zadních náprav. Řešení podvozkových částí i pohonné ústrojí převzal z vozu Praga Golden, představeného v říjnu 1935. MNO objednalo celkem 390 vozů Praga AV. První, třicetikusová série byla dodána v dubnu 1936, 2. sérii čítající 360 vozů výrobce dodával od ledna 1937. Celá objednávka byla splněna do poloviny roku 1938. Podle jiných zdrojů vzniklo pouze 321 vozů ve třech sériích během let 1936–1937. Cena vozu činila 76 600 Kč.
Vozy Praga AV v československé armádě sloužily k přepravě velitelů a jejich doprovodu na úrovni roty a výše. Byly zařazovány především k útvarům útočné vozby (tankové vojsko), motorizované pěchoty a dělostřelectva, dále k vybraným ženijním a spojovacím jednotkám. Jeden vůz Praga AV poslal výrobce v roce 1939 v rámci dodávky tanků LTP do Peru.
Po okupaci českých zemí získaly vozy Praga AV německé ozbrojené síly, které je využily v následujících taženích, některé z nich přestavěné na radiovozy. Jistý počet vozů Praga AV Němci odprodali Bulharsku. Vozy, které se nacházely u útvarů na Slovensku, po vzniku Slovenského státu zařadila do služby slovenská armáda.
Do současnosti se zachovaly pravděpodobně dva vozy Praga AV v provozuschopném stavu. Jeden se nachází ve Vojenském technickém muzeu Lešany, VHÚ jej získal v roce 1977. Druhý dochovaný automobil přivezl v roce 2009 z Peru slovenský sběratel. Renovovaný vůz se představil veřejnosti v květnu 2011.

## Technické údaje

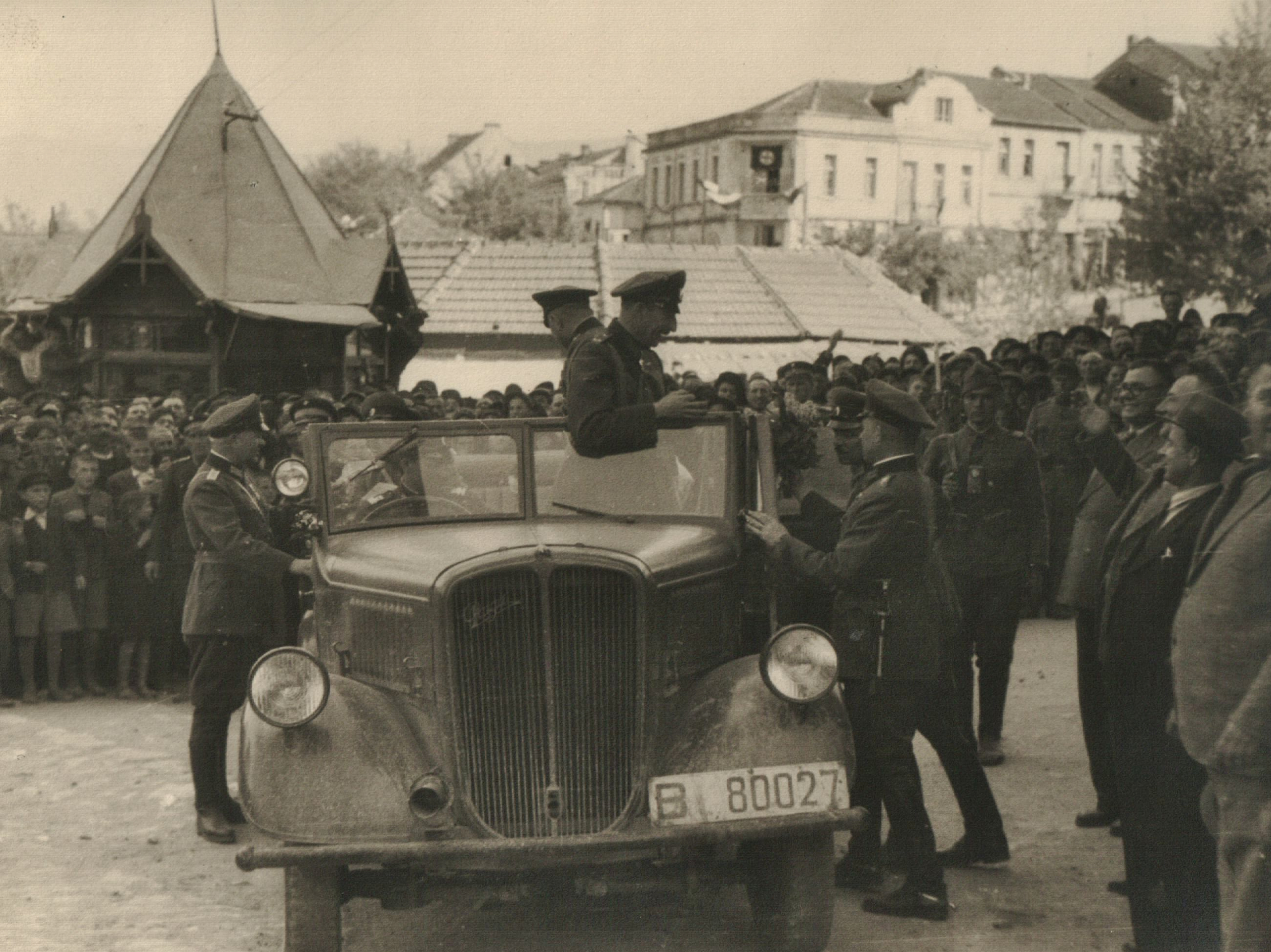
Bulharský car Boris III. ve voze Praga AV během návštěvy města Strumica v Bulharskem obsazené Makedonii, duben/květen 1941

### Motor a převodovka
Pragu AV pohání řadový, vodou chlazený zážehový šestiválec s rozvodem SV. Zdvihový objem motoru je 3 468 cm³ (vrtání válců 80 mm, zdvih 115 mm). Motor dosahuje nejvyšší výkon 51,5 kW (70 k) při 3 500 ot/min. Blok válců a kliková skříň jsou z šedé litiny, hlava válců je hliníková. Písty jsou odlity z hliníkové slitiny Novasil. Kovaná kliková hřídel je uložena ve čtyřech kluzných ložiskách. Chladicí soustava s článkovým chladičem má nucený oběh pomocí vodního čerpadla, které je na společném hřídeli s ventilátorem poháněno řemenem od klikové hřídele. Mazání motoru je tlakové oběžné, se suchou klikovou skříní. Palivovou směs připravuje spádový karburátor Solex 40 RIF nebo RTF. Dvě palivové nádrže pod sedadlem řidiče a spolujezdce mají objem 70 l, pomocná nádrž na 11 litrů je na příčné stěně pod kapotou. Dopravu paliva zajišťuje mechanické membránové čerpadlo. Motor se nachází vpředu, podélně nad a za přední nápravou.
Za motorem na setrvačníku je umístěna suchá jednolamelová spojka. Za ní pak navazuje třístupňová převodovka, doplněná dvoustupňovou redukční převodovkou mezi první a druhou nápravou.

### Podvozek
Základ podvozku tvoří rám ze dvou podélníků z plechových profilů, vzájemně spojených pěti příčníky a výztuhou tvaru X mezi první a druhou nápravou. Spoje jsou svařované a částečně šroubované. Vzadu jsou dvě hnací nápravy s výkyvnými poloosami a vybavené diferenciály s uzávěrkami. Nápravy jsou na každé straně odpružené společným půleliptickým listovým pérem, výkyvně uloženým na středovém čepu. Nepoháněná přední náprava má nezávislé zavěšení s příčnými závěsy, odpruženými vinutými pružinami. Rozchod kol činí 1400 mm. Rozvor náprav je 2500 mm + 920 mm. Světlá výška pod nápravami je 220 mm.
Vůz je opatřen hydraulickými bubnovými brzdami na všech kolech. Kola jsou osmnáctipalcová, s lisovanými ocelovými disky  a pneumatikami rozměru 5,50–18“.

### Karosérie
Praga AV má otevřenou šestimístnou osobní karosérií typu break, krytou skládací střechou. Vpředu má dvě sedadla pro řidiče a spolujezdce, vzadu dvoumístnou lavici, mezi nimi jsou dvě sklápěcí sedadla. Protažená záď obsahuje zavazadlový prostor, na něm se nacházejí dvě náhradními kola. Rám karosérie je dřevěný, opláštěný plechovými panely.

### Rozměry a výkony
Rozměry a výkony se v dostupných zdrojích mírně liší. Níže uvedené dle Sprema.
Délka: 5 130 mm

Šířka: 1 810 mm

Výška: 1 900 mm (se střechou)

Hmotnost podvozku: 1740 kg

Pohotovostní hmotnost: 2180 kg

Užitečná hmotnost: 700 kg

Maximální rychlost: 90 km/h

Spotřeba paliva: 28 l/100 km